# Кукушка (снайпер)
«Кукушка» — сленговое название финских военнослужащих — снайперов и автоматчиков, во время советско-финской войны 1939—1940 гг., возможно использовавших замаскированные позиции на деревьях.
Из истории известны по меньшей мере отдельные случаи ведения стрельбы с деревьев во время войн и вооружённых конфликтов.

## Гражданская война в США (1861 - 1865 гг.)
Есть сведения о случаях стрельбы с деревьев в ходе гражданской войны в США 1861-1865 гг. (сохранился также рисунок "AOP sharpshooter on Picket Duty", сделанный художником по имени Winslow Horner и опубликованный в ноябре 1862 года в журнале "Harper's Weekly" - на котором стрелок с винтовкой целится в противника с позиции на дереве).

## Первая мировая война (1914 - 1918 гг.)

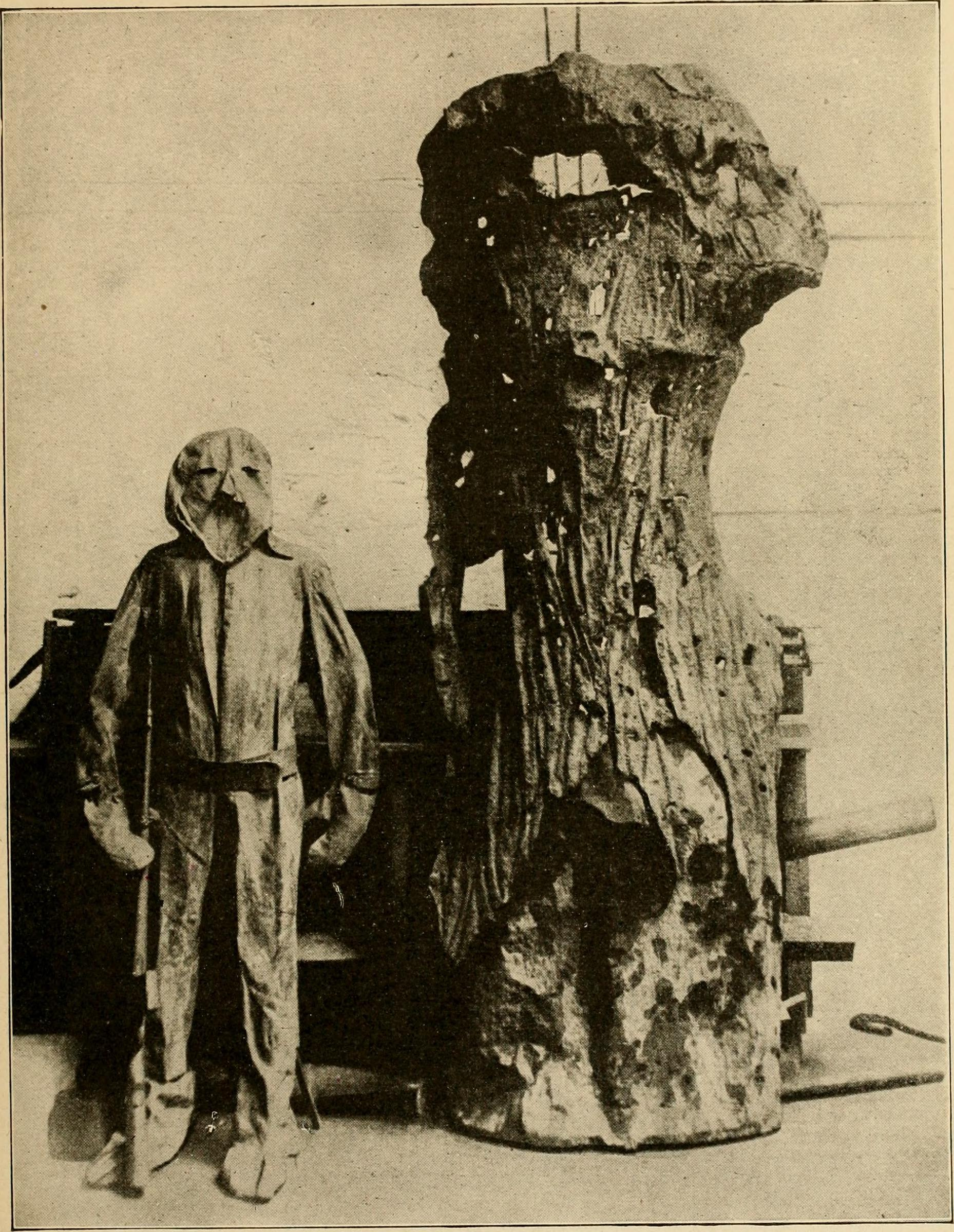
немецкий снайпер в маскировочном костюме и его позиция внутри пустотелого "дерева" (1918 год)

Во время первой мировой войны (в условиях стабилизации линии Западного фронта и перехода к "траншейной войне") увеличилось значение станковых пулемётов и артиллерии - а также, артиллерийской разведки и корректировки при стрельбе с закрытых позиций. В результате, имело место оборудование наблюдательных постов на деревьях.
А в 1918 году перешедшими в наступление войсками Антанты был захвачен немецкий снайпер, стрелковая позиция которого была замаскирована на вершине возвышавшегося над местностью древесного ствола.

## Война Чако (1932 - 1935 гг.)
В ходе войны между Парагваем и Боливией имели место случаи оборудования на деревьях огневых позиций для пулемётов.

## Абиссиния (1936 год)
Ведение огня с позиций на деревьях было отмечено в заключительный период итало-эфиопской войны 1935-1936 гг., во время наступления итальянских войск в долине реки Фафан. Начавшие наступление утром 24 апреля 1936 года по восточному берегу реки итальянские пехотные части под командованием полковника Малетти вступили в бой с абиссинцами, пехота которых заняла оборонительные позиции в зарослях на неудобной для продвижения итальянцев пересечённой местности. В то время как основная часть абиссинских солдат вела огонь из зарослей кустарника, хорошо подготовленные и дисциплинированные стрелки-снайперы стреляли по наступавшим итальянским частям с позиций, оборудованных на высоких деревьях (которые позволяли абиссинцам просматривать и простреливать боевые порядки итальянских частей в глубину). Чтобы выбить абиссинцев с занимаемых позиций итальянские офицеры были вынуждены использовать артиллерию и привлечь для поддержки войск 40 самолётов, однако сражение продолжалось до вечера и итальянские части понесли значительные потери. Самые тяжёлые потери в сражении понёс 6-й туземный батальон, который потерял 40% личного состава. Эффективность применённой тактики была отмечена иностранными военными специалистами, в том числе в СССР - в марте 1939 года в "Военном вестнике" наркомата обороны СССР была опубликована статья с уточнением отдельных положений полевого устава РККА 1936 года при ведении боевых действий в лесисто-болотистой местности, в которой содержалось предписание для военнослужащих: обращать внимание на возможность использования противником деревьев для наблюдения и стрельбы.

## Немецкое вторжение в Польшу (сентябрь 1939 г.)
На рассвете 9 сентября 1939 года продвижение 15-го моторизованного пехотного полка 29-й моторизованной дивизии вермахта на территории лесного заповедника недалеко от местечка Цепелув в Келецком воеводстве было остановлено упорной обороной 3-го и сводного резервного батальонов 74-го пехотного полка 7-й пехотной дивизии из армии "Краков". Вошедшая первой в лесной массив 11-я рота попала под винтовочно-пулемётный обстрел (при этом несколько польских стрелков вели огонь с деревьев) и понесла потери, после этого командование 15-го полка было вынуждено вызвать штурмовики "Юнкерс-87" для бомбардировки этого участка леса.

## Снайперы-«кукушки» в финской войне 1939—1940 гг.

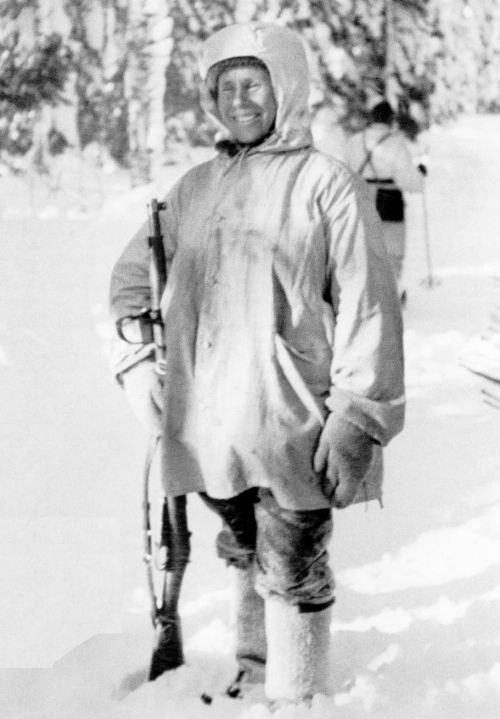
Симо Хяюхя

Термин «кукушка» неоднократно встречается в книге «Бои в Финляндии. Воспоминания участников», изданной в СССР в 1941 году, в которой «кукушку» чаще всего описывали именно как снайпера, ведущего стрельбу с дерева.
Упоминания о финских снайперах-«кукушках» достаточно часто встречаются в мемуарах и воспоминаниях участников финской войны с советской стороны, а также в советской печати. О них упоминают, в частности майор А. М. Соловьёв (снайпер-инструктор, во время Великой Отечественной войны занимавшийся обучением снайперов Ленинградского фронта), генерал Е. Ф. Ивановский (во время финской войны бывший лейтенантом, командиром танка), маршал К. А. Мерецков (во время финской войны — командарм 2-го ранга, командующий 7-й армией), маршал Н. Н. Воронов.
Вот так описывал свой боевой опыт заместитель политрука Г. Щуклин:
Я взглянул вверх, но никого не заметил. Снег плотно облегал макушки деревьев, а стрельба раздавалась повсюду, и не было возможности быстро определить, откуда бьют.
Вдруг я увидел младшего лейтенанта Колосова, подползавшего к дереву. Раненый, он продолжал стрелять из пистолета вверх. Бросившись к нему, я заметил на ветках шюцкоровца, стрелявшего из автомата. Это с ним дрался младший лейтенант Колосов.
Я быстро прицелился и нажал спуск. Шюцкоровец выронил автомат и повис на суку.

Сразу же стали стрелять и по мне. Я отполз назад и притаился за сваленным деревом. Отсюда заметил вторую «кукушку». На высокой сосне, почти у самого лабаза, стоял во весь рост шюцкоровец в серой куртке. Он стоял на мостике из досок и стрелял из ручного пулемёта.  Я сбил его первым выстрелом, и он растянулся на своих досках, опустив одну ногу, точно хотел спрыгнуть на землю.
Архивными документами подтверждён по меньшей мере один случай уничтожения финского снайпера-«кукушки»:
- 3 января 1940 года бойцами 1-й роты 1-го батальона 4-го погранполка был уничтожен финский снайпер, находившийся на дереве[11]

На практике, с финской стороны в войне действительно принимали участие снайперы. Одним из наиболее результативных считается Симо Хяюхя. Но залезание на деревья ни им самим, ни его историографом, ни финскими историками вообще не упоминается, хотя тактика снайпера описана достаточно подробно.
В марте 1940 года, на мартовском Пленуме ВКП(б) нарком обороны СССР К. Е. Ворошилов в своём докладе о итогах войны с Финляндией упомянул, что во время войны «красноармейские газеты соединений и частей слишком много и преувеличенно писали» о финских «кукушках» и их действиях.
Как отмечают современные источники, стрельбу с деревьев финские солдаты использовали «гораздо реже, чем это представлялось красноармейцам … Такой способ ведения одиночных боевых действий почти не оставлял сидящему на дереве солдату шансов для отступления, а даже лёгкое ранение могло привести к смертельному падению».
Есть мнение, что легенда о снайперах на деревьях появилась в условиях, когда эхо выстрела затаившегося снайпера, многократно отражаясь от деревьев в лесу, дезориентировало оставшихся в живых.
Также, есть мнение, что по меньшей мере часть упоминаний о стрелках-«кукушках» относится к оборудованным на деревьях наблюдательным пунктам. В период финской войны такие наблюдательные пункты (в виде помоста) оборудовали финские пограничники, наблюдатели и артиллерийские корректировщики. Использовались они и в дальнейшем.
- так, в августе 1941 года в ходе обороны Таллина наблюдательный пункт в кроне сосны, на котором находился артиллерийский корректировщик с полевым телефоном, был оборудован моряками КБФ[17]
- в феврале 1943 года наблюдательный пункт в кроне сосны, оказавшейся между первой и второй линией советских траншей (помост, на котором находился артиллерийский корректировщик с биноклем и полевым телефоном), оборудовали и использовали на участке обороны роты ст. лейтенанта Ф. Гребенкина из стрелкового полка майора Харитонова 54-й армии[18]
- в марте 1943 года находившийся в засаде на переднем крае снайпер 314-й стрелковой дивизии РККА ст. сержант А. Т. Королев обнаружил и застрелил сидевшего на дереве немецкого солдата; убитый являлся корректировщиком артиллерийского и миномётного огня[19]
- позднее, перед началом сражения на Курской дуге, во время поиска в ближнем тылу противника советская разведгруппа Г. В. Егорова обнаружила оборудованный на дереве помост, на котором находился немецкий солдат с автоматом и полевым телефоном. Немец был взят в плен и доставлен в расположение советских войск. В ходе допроса было установлено, что он являлся артиллерийским корректировщиком[20].

Кроме того, стрельба с позиции, оборудованной на дереве (помоста или «засидки») применяется охотниками.

## Снайперы-«кукушки» в иных войнах и вооружённых конфликтах

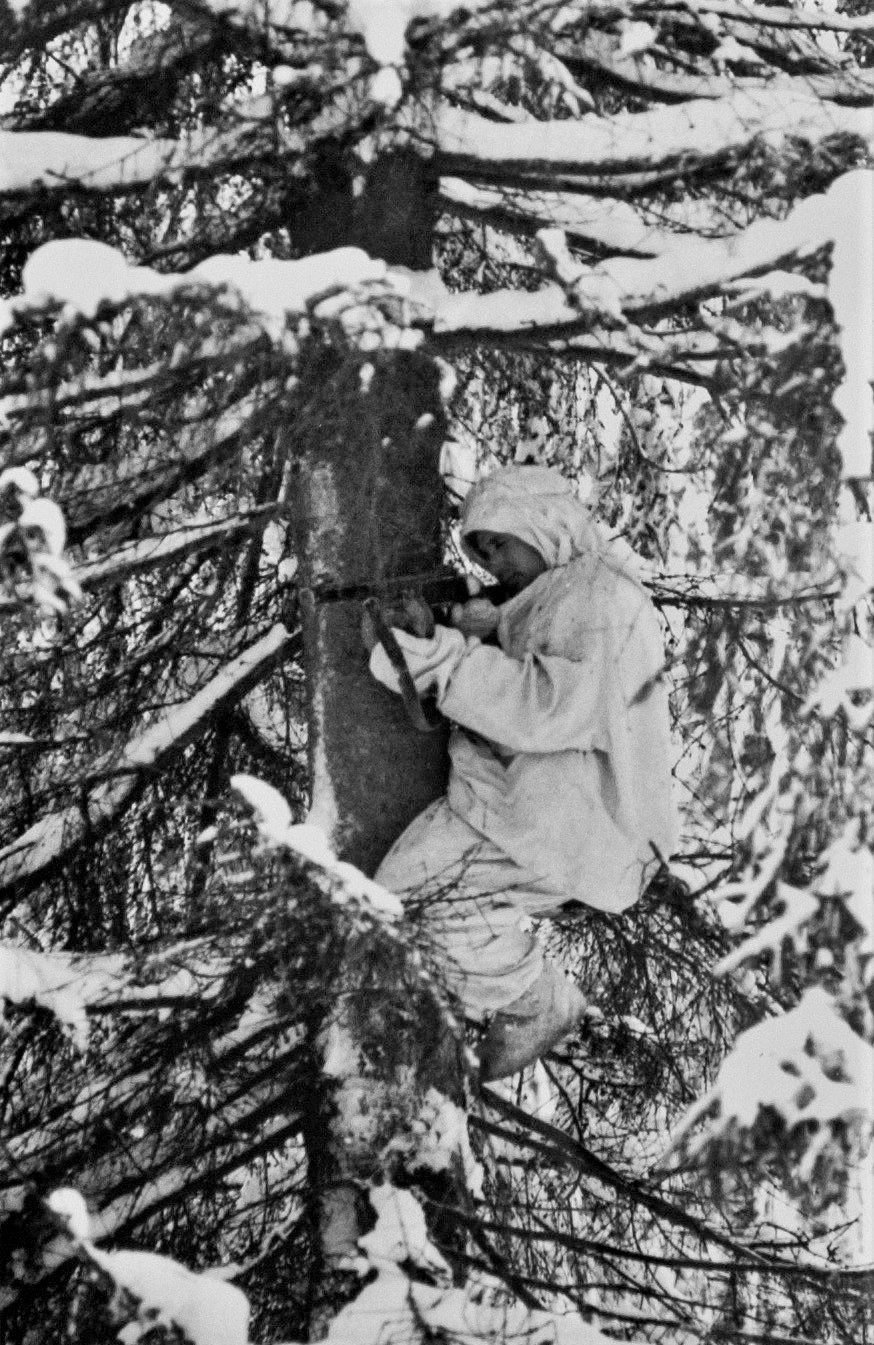
советский партизан с автоматом ППШ на дереве прикрывает передвижение других партизан (зима 1941 года, фотоснимок сделал военный корреспондент С. Н. Струнников)

- на рассвете 22 июня 1941 года младший командир 15-й пограничной заставы А. А. Новиков в одиночку сорвал две попытки переправы немецкой пехоты через реку Буг в районе железнодорожной станции Дубица южнее Бреста. Он занял позицию на дубе, дождался, когда надувные лодки с немцами достигнут середины реки и открыл огонь из ручного пулемёта Дегтярева. Ответный винтовочно-пулемётный и миномётный обстрел с западного берега был безрезультатным (немцы не сумели обнаружить местонахождение пулемётчика и обстреливали не дерево, а прибрежные заросли) и после его окончания Новиков сорвал огнём вторую попытку переправы. Потери немцев составили до 70 человек убитыми и утонувшими, прежде чем Новиков был обнаружен немецкими солдатами, переправившимися через реку на другом участке, смертельно ранен и доставлен на западный берег Буга (погиб и похоронен в Бяло-Подляске Люблинского воеводства)[23].
- 8 июля 1941 года у деревни Заозёрье (БССР) наступление 3-й роты полка «Der Führer» 2-й танковой дивизии СС было остановлено оборонявшимися советскими подразделениями, при этом помимо стрелков из линии окопов, по немецким солдатам вели огонь советские снайперы, находившиеся в густых кронах деревьях на опушке леса. Наступление полка было продолжено только после того, как позиции на окраине леса были уничтожены в результате обстрела из всего имевшегося в распоряжении немцев тяжёлого оружия и артиллерии[24].
- есть упоминание, что во время Великой Отечественной войны советский снайпер Водопьянов застрелил немецкого офицера и нескольких солдат в занятом ими селе, стреляя с позиции на ели. Поскольку первые выстрелы были сделаны во время перестрелки на линии фронта, он не был замечен противником, но позднее, немцы прекратили движение по простреливаемому участку и установили таблички «внимание, снайпер!»[25].
- 9 сентября 1941 года, на третий день боёв за остров Рахмансаари, когда остатки советского гарнизона уже практически израсходовали патроны, один из финских солдат залез на дерево и начал стрелять с дерева по группе занявших оборону советских морских пехотинцев. Одним из выстрелов «кукушки» был убит военком батальона 4-й бригады морской пехоты, полковой комиссар П. И. Бондаренко[26].
- 23 марта 1942 года во время оборонительного боя в Елинском лесу несколько партизан отряда А. Ф. Федорова залезли на сосны и ели и успешно вели по наступающим немцам огонь с деревьев (в то время, как остальные партизаны вели огонь с земли)[27].
- По воспоминаниям ветерана Великой Отечественной войны, ефрейтора разведывательного взвода 70-й морской стрелковой бригады В. В. Анисимова, в апреле 1942 года во время оборонительных боёв на реке Свирь ими был застрелен финский снайпер, находившийся на дереве, а через несколько дней на этом же участке фронта во время артиллерийского обстрела финских позиций с дерева упал ещё один финский солдат, которого, по-видимому, зацепило осколками. Впрочем, второй убитый мог быть наблюдателем[28].
- По воспоминаниям ветерана 133-й отдельной стрелковой бригады Н. Б. Ивушкина, 4 августа 1942 года, во время боя в лесном массиве восточнее Ново-Рамушево, у юго-западной кромки болота Сучан, были уничтожены несколько немецких снайперов, оборудовавших позиции на деревьях (поскольку оборудовать позиции на подтопленной местности, где вода доходила до колен, было невозможно)[29]
- в 1942 году снайпер 234-го стрелкового полка 179-й дивизии Ф. М. Охлопков обнаружил и застрелил немецкого снайпера, занимавшего позицию на дереве[30]
- осенью 1942 года в оборонительных боях за Северный Кавказ советские войска оборудовали и использовали позиции на деревьях для снайперов и автоматчиков[31]
- В начале ноября 1942 года на опушке леса у деревни Береч (в окрестностях Ковеля) при подготовке к бою с эсэсовцами партизаны из отряда Юзефа Собесяка («Макса») оборудовали тщательно замаскированные позиции на деревьях для 12 партизан-автоматчиков. В момент, когда двигавшаяся по дороге походная колонна эсэсовцев оказалась под деревьями, «кукушки» открыли огонь по колонне с деревьев, а остальные партизаны открыли огонь из засады. Автоматчики-«кукушки» вызвали у противника замешательство (практически сразу ими были убиты 20 эсэсовцев), в результате эсэсовцы понесли значительные потери и отступили (тем не менее, в перестрелке с опомнившимся противником погибли двое партизан-«кукушек»). На месте боя партизаны собрали 2 ручных пулемёта, 13 автоматов и 35 винтовок[32].
- немецкого снайпера, оборудовавшего позицию на кедре у горной дороги мимо горы Саб у хребта Карабет на территории оккупированной Кубани и застрелившего несколько партизанских связных, заметили и застрелили партизаны братья Е. П. и Г. П. Игнатовы из отряда «Бати» (П. К. Игнатова) — в тот момент, когда немец попытался выстрелить по одному из братьев (который шёл впереди и осматривал землю с целью обнаружить признаки минирования тропы). Второй брат, шедший в отдалении позади, вовремя заметил движение ветвей на старом кедре и появившийся между ними ствол винтовки с оптическим прицелом[33].
- Войска США неоднократно сталкивались со стрелявшими с деревьев японскими снайперами в ходе боевых действий на Тихом океане[34]. В январе 1943 года во время боёв на Новой Гвинее подразделения 163-го полка 41-й пехотной дивизии США столкнулись с японскими снайперами, которые вели огонь с земли и с деревьев. Для борьбы с противником в одном из батальонов 163-го полка в дополнение к замаскированным снайперским засадам на переднем крае обороны были оборудованы снайперские позиции на деревьях во флангах и в тылу собственных войск[35]. В изданном в сентябре 1944 года справочнике военного министерства США отмечалось, что японские войска стреляют с деревьев и для таких стрелков разработано и выпускается специальное снаряжение (были захвачены образцы надеваемых поверх армейской обуви креплений с заострёнными штырями на подошве, предназначенных для подъёма на деревья)[36].
- 8 марта 1943 года, во время боёв по ликвидации немецкого плацдарма на левом берегу реки Северский Донец в районе санатория "Светличное" продвижение одного из подразделений 5-й гвардейской мотострелковой бригады РККА было остановлено огнём группы немецких снайперов, занявших позиции на окраине леса. Направленный на ликвидацию снайперов взвод автоматчиков под командованием мл. лейтенанта Н. А. Чекалина скрытно вышел в тыл позиций противника, после чего обнаружил и уничтожил трёх снайперов, один из которых вёл огонь с позиции на дереве[37]
- в 1943 году, перед началом сражения на Курской дуге попытку застрелить немецкого офицера из снайперской винтовки с позиции на дереве предпринял армейский разведчик Г. В. Егоров. Поскольку дерево немедленно начали обстреливать из стрелкового оружия, результаты выстрела он оценить не успел — так как был вынужден немедленно спрыгнуть с дерева и спрятаться в траншее. Спустя минуту по дереву, на котором была оборудована позиция немцы выпустили десять артиллерийских мин[20].
- в августе 1943 года во время боя за деревню Гнездилово на высоте 233.3 снайпер 22-й гвардейской стрелковой дивизии лейтенант Иван Кулаков застрелил немецкого снайпера, оборудовавшего позицию в кроне кряжистой берёзы, верхушка которой была сбита снарядом и висела, запутавшись между сучьев («так, что образовался шалашик, в котором можно было запросто спрятаться»). Поскольку немецкий снайпер стрелял в то же время, когда с укреплённой позиции стрелял немецкий пулемёт, его длительное время не могли обнаружить, в результате, были сорваны две атаки советской стрелковой роты, наступавшей на деревню[38].
- обер-лейтенант В. Герлах из 654-го восточного батальона вермахта в своих воспоминаниях упоминает, что во второй половине 1944 года в одном из боевых столкновений во Франции он и его подчинённые столкнулись с французскими партизанами-«маки», которые стреляли с деревьев[39].
- 9 июля 1944 года в Нормандии по военнослужащим ремонтной команды боевой группы «А» 3-й бронетанковой дивизии армии США открыл огонь немецкий снайпер, находившийся на дереве. Снайпер заставил ремонтников залечь, но затем был уничтожен очередью из 12,7-мм пулемёта полугусеничного бронетранспортёра[40]
- В ночь с 27 на 28 июля 1944 года перед штурмом Бреста советскими войсками несколько советских снайперов из группы Героя Советского Союза И. Д. Павленко оборудовали позиции на чердаках и деревьях, огнём с которых после начала штурма уничтожили на противоположном берегу Буга несколько немецких пулемётчиков и расчёты двух орудий[41].
- В сентябре 1944 года во время боёв на территории Латвии немцы при отступлении неоднократно оставляли одиночных снайперов на замаскированных позициях вдоль лесных дорог — они пропускали наступающие части и крупные подразделения и начинали стрелять по одиночным машинам, связным, обозникам («при отходе гитлеровцы оставляют на деревьях и в других местах хорошо замаскированных снайперов … решение не только дерзкое, но и коварное. Если по местности уже прошел очищающий шквал войны, то человек движется там менее осторожно, чем на передовой — только изредка посматривает под ноги, чтобы не наскочить на мину, а в целом, бдительность притуплена. Этим и пользовались „подкидыши“»). Один из таких снайперов, оборудовавший позицию на дубе, был обнаружен и застрелен советскими разведчиками в тот момент, когда он открыл стрельбу по другой группе советских солдат[42]
- 15 апреля 1945 года на участке фронта у города Ротенбург немецким снайпером, находившимся на дереве, был застрелен Ян Зыжа — рядовой 26-го пехотного полка 9-й пехотной дивизии 2-й армии Войска Польского. После первого выстрела снайпер был обнаружен и уничтожен огнём из противотанкового ружья[43].
- в апреле 1945 года во время боевых действий на территории Чехословакии немецкий снайпер, занявший позицию на дереве и застреливший разведчика 28-й горнострелковой Туркестанской дивизии был обнаружен и застрелен выпускницей Центральной женской школы снайперской подготовки Т. М. Варфоломеевой. После того, как обстоятельства гибели немецкого снайпера были подтверждены показаниями пленных, Т. М. Варфоломеева была награждена медалью «За боевые заслуги»[44]
- в августе 1945 года в битве за Маньчжурию, советские солдаты неоднократно встречались с японскими солдатами, стрелявшими с деревьев[45] (при этом, чтобы не упасть, японцы привязывали себя к стволу дерева верёвкой)[46]
- осенью 1966 года на территории Болгарии болгарскими пограничниками был обнаружен и уничтожен вооружённый автоматом нарушитель границы, который заметил шедший по его следам пограничный наряд и устроил засаду на пограничников, поднявшись на дуб и подготовив себе позицию для стрельбы через крону дерева. Нарушитель успел сделать два одиночных выстрела, оставшись незамеченным (листва и ветви рассеивали пороховые газы и частично глушили звуки выстрелов, затрудняя обнаружение места стрельбы), но после длинной очереди был обнаружен по вспышкам дульного пламени и застрелен[47].
- по воспоминаниям американского военнослужащего, в марте 1970 года в долине Виньтхан его подразделение обнаружило и убило трёх солдат Вьетнамской народной армии, сидевших на деревьях, причём один из них был вооружён винтовкой Мосина со снайперским прицелом. По оценке американца, вьетнамцы допустили ошибку, забравшись на деревья, поскольку это ограничивало их мобильность в перестрелке[48].
- в 1978 году партизанами СФНО из отряда Альваро Каррера был обнаружен и застрелен снайпер национальной гвардии, находившийся на дереве[49]
- В ходе сражения в Могадишо 3 - 4 октября 1993 года по попавшим в окружение военнослужащим США из 75-го полка рейнджеров вели огонь находившиеся на деревьях сомалийские снайперы[50]
- несколько случаев стрельбы с деревьев были отмечены в ходе боевых действий в Чечне в ноябре 1999 года[51].